# Gramond
Pour la commune de la Loire, voir Grammond.
Gramond est une commune française située dans le département de l'Aveyron en région Occitanie.
Ses habitants sont appelés les Gramondais.
Le patrimoine architectural de la commune comprend un immeuble protégé au titre des monuments historiques : l'oratoire, classé en 1933.

## Géographie

### Localisation
Situé à cinq kilomètres de Baraqueville, Gramond est un village typique de cette partie du Rouergue appelée Ségala. Parmi les plus petites communes du Canton, la Commune de Gramond est habitée par 539 habitants.
Le Couvent, maison mère de la Congrégation Saint Dominique, a fortement contribué à la renommée de Gramond au-delà des limites du Département.

### Communes limitrophes
Les communes limitrophes sont  Baraqueville, Boussac, Castanet, Quins et Sauveterre-de-Rouergue.

### Hydrographie

#### Réseau hydrographique

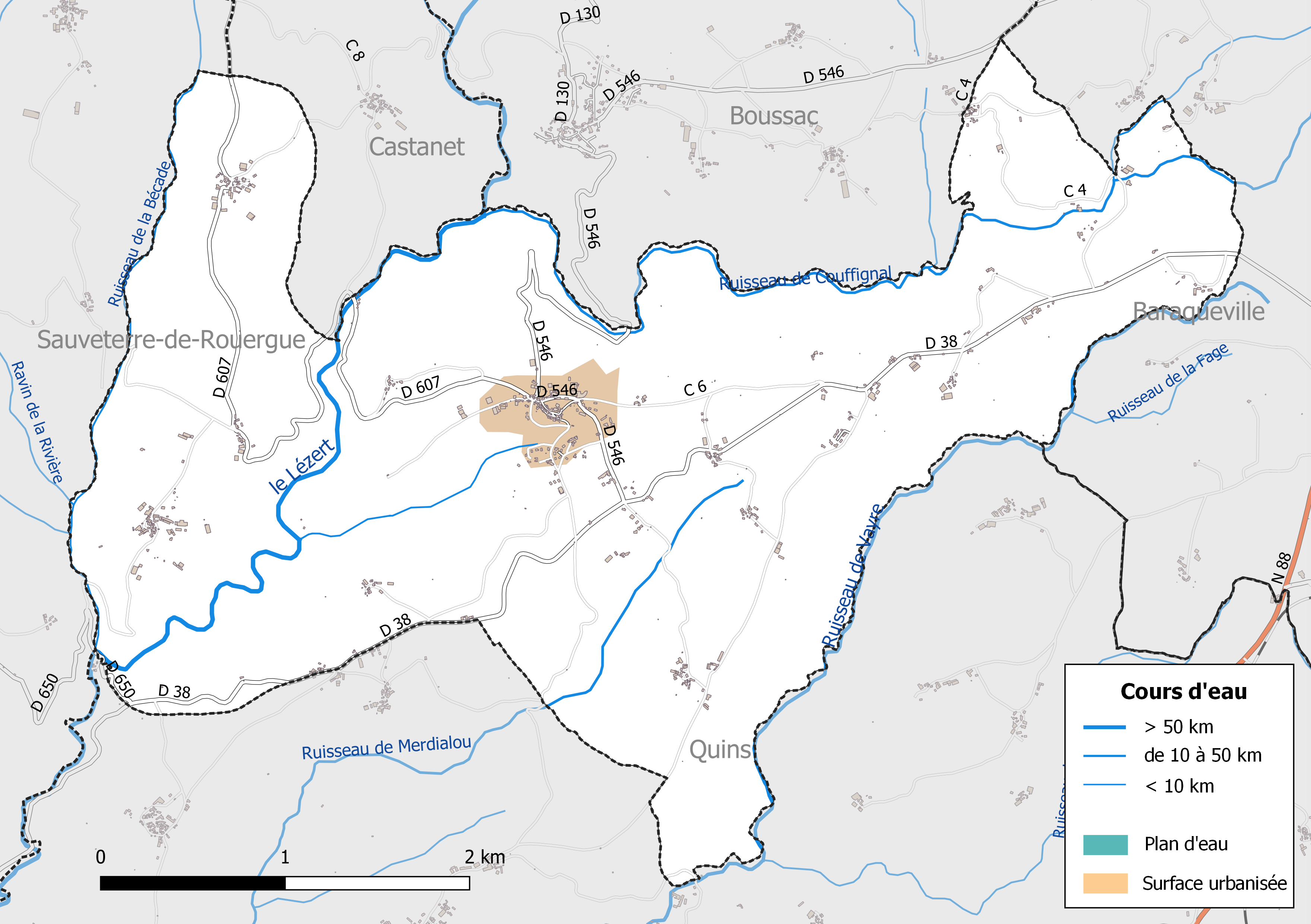
Réseaux hydrographique et routier de Gramond.

La commune est drainée par le Lézert, le Ruisseau de Vayre, le ruisseau de Couffignal, le ruisseau de Merdialou, le ruisseau de la Bécade et par divers petits cours d'eau.
Le Lézert, d'une longueur totale de 39 km, prend sa source dans la commune de Baraqueville et se jette  dans le Viaur à Mirandol-Bourgnounac, après avoir arrosé 12 communes.
Le Ruisseau de Vayre, d'une longueur totale de 14,6 km, prend sa source dans la commune de Baraqueville et se jette  dans le Lézert à Naucelle, après avoir arrosé 5 communes.

#### Gestion des cours d'eau
Afin d’atteindre le bon état des eaux imposé par la Directive-cadre sur l'eau du 23 octobre 2000, plusieurs outils de gestion intégrée s’articulent à différentes échelles pour définir et mettre en œuvre un programme d’actions de réhabilitation et de gestion des milieux aquatiques : le SDAGE (Schéma directeur d'aménagement et de gestion des eaux), à l’échelle du bassin hydrographique, et le SAGE (Schéma d'aménagement et de gestion des eaux), à l’échelle locale. Ce dernier fixe les objectifs généraux d’utilisation, de mise en valeur et de protection quantitative et qualitative des ressources en eau superficielle et souterraine. Trois SAGE sont mis en oeuvre dans le département de l'Aveyron.
La commune fait partie du SAGE du bassin versant du Viaur, approuvé le 28 mars 2018, au sein du SDAGE Adour-Garonne. Le périmètre de ce SAGE couvre 89 communes, sur trois départements (Aveyron, Tarn et Tarn-et-Garonne),. Le pilotage et l’animation du SAGE sont assurés par l’établissement public d'aménagement et de gestion des eaux (EPAGE) du bassin du Viaur, une structure qui regroupe les établissements publics de coopération intercommunale à fiscalité propre (EPCI-FP) dont le territoire est inclus (en totalité ou partiellement) dans le bassin hydrographique du Viaur et les structures gestionnaires de l’alimentation en eau potable des populations et qui disposent d’une ressource sur le bassin versant du Viaur. Il correspond à l’ancien syndicat mixte du Bassin versant du Viaur,.

### Climat
Pour des articles plus généraux, voir Climat de l'Occitanie et Climat de l'Aveyron.
En 2010, le climat de la commune est de type climat océanique altéré, selon une étude s'appuyant sur une série de données couvrant la période 1971-2000. En 2020, Météo-France publie une typologie des climats de la France métropolitaine dans laquelle la commune est dans une zone de transition entre le climat océanique altéré et le climat de montagne et est dans la région climatique Sud-est du Massif Central, caractérisée par une pluviométrie annuelle de 1 000 à 1 500 mm, minimale en été, maximale en automne.
Pour la période 1971-2000, la température annuelle moyenne est de 11 °C, avec une amplitude thermique annuelle de 15,5 °C. Le cumul annuel moyen de précipitations est de 1 086 mm, avec 12,2 jours de précipitations en janvier et 6,8 jours en juillet. Pour la période 1991-2020, la température moyenne annuelle observée sur la station météorologique la plus proche, située sur la commune de Colombiès à 9 km à vol d'oiseau, est de 11,5 °C et le cumul annuel moyen de précipitations est de 989,2 mm,. Pour l'avenir, les paramètres climatiques de la commune estimés pour 2050 selon différents scénarios d'émission de gaz à effet de serre sont consultables sur un site dédié publié par Météo-France en novembre 2022.

### Milieux naturels et biodiversité

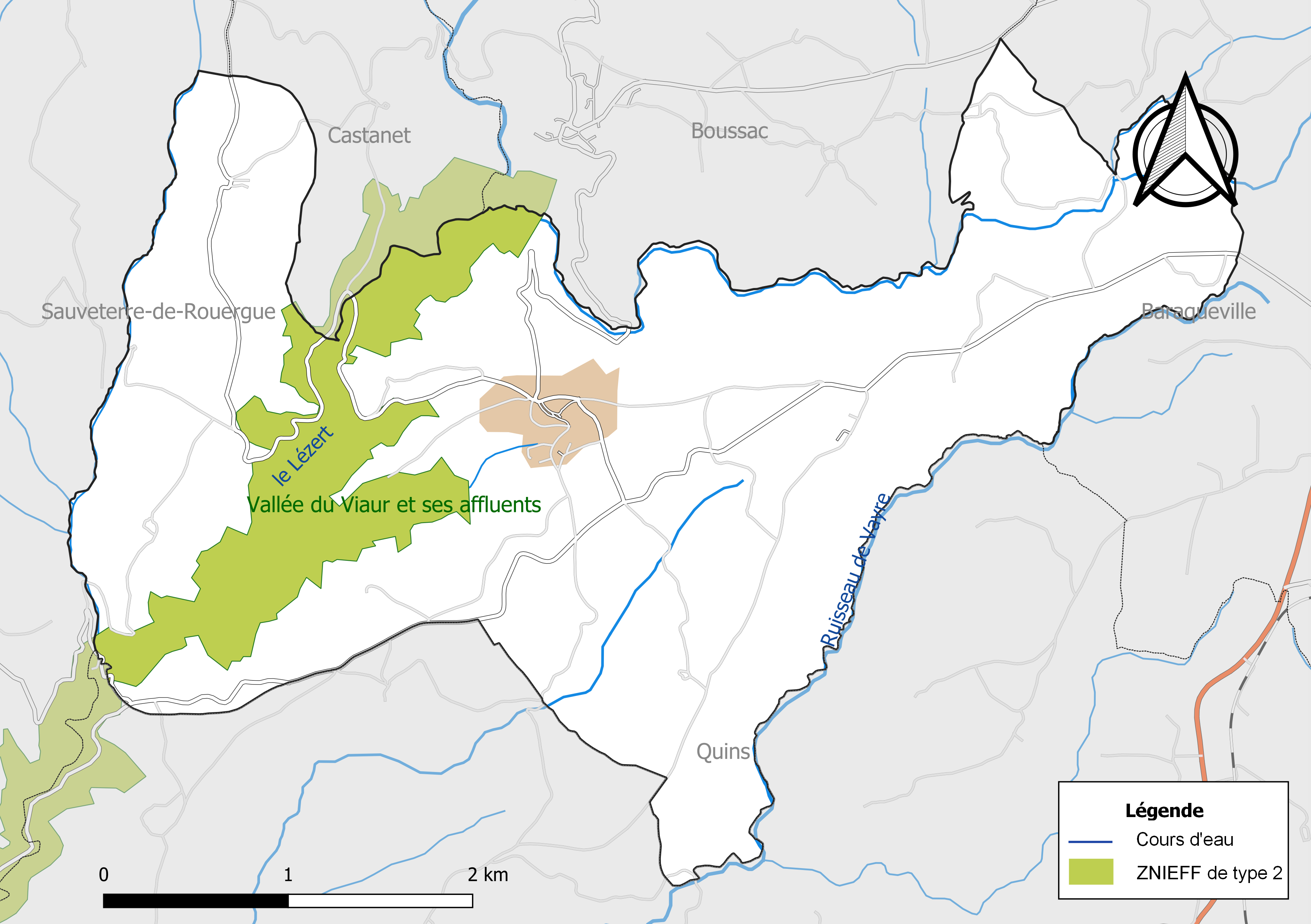
Carte de la ZNIEFF de type 2 localisée sur la commune.

L’inventaire des zones naturelles d'intérêt écologique, faunistique et floristique (ZNIEFF) a pour objectif de réaliser une couverture des zones les plus intéressantes sur le plan écologique, essentiellement dans la perspective d’améliorer la connaissance du patrimoine naturel national et de fournir aux différents décideurs un outil d’aide à la prise en compte de l’environnement dans l’aménagement du territoire.
Le territoire communal de Gramond comprend une ZNIEFF de type 2,, 
la « Vallée du Viaur et ses affluents » (27 587 ha), qui s'étend sur 56 communes dont 45 dans l'Aveyron, 10 dans le Tarn et 1 dans le Tarn-et-Garonne.

## Urbanisme

### Typologie
Au 1er janvier 2024, Gramond est catégorisée commune rurale à habitat dispersé, selon la nouvelle grille communale de densité à 7 niveaux définie par l'Insee en 2022.
Elle est située hors unité urbaine. Par ailleurs la commune fait partie de l'aire d'attraction de Rodez, dont elle est une commune de la couronne,. Cette aire, qui regroupe 68 communes, est catégorisée dans les aires de 50 000 à moins de 200 000 habitants,.

### Occupation des sols

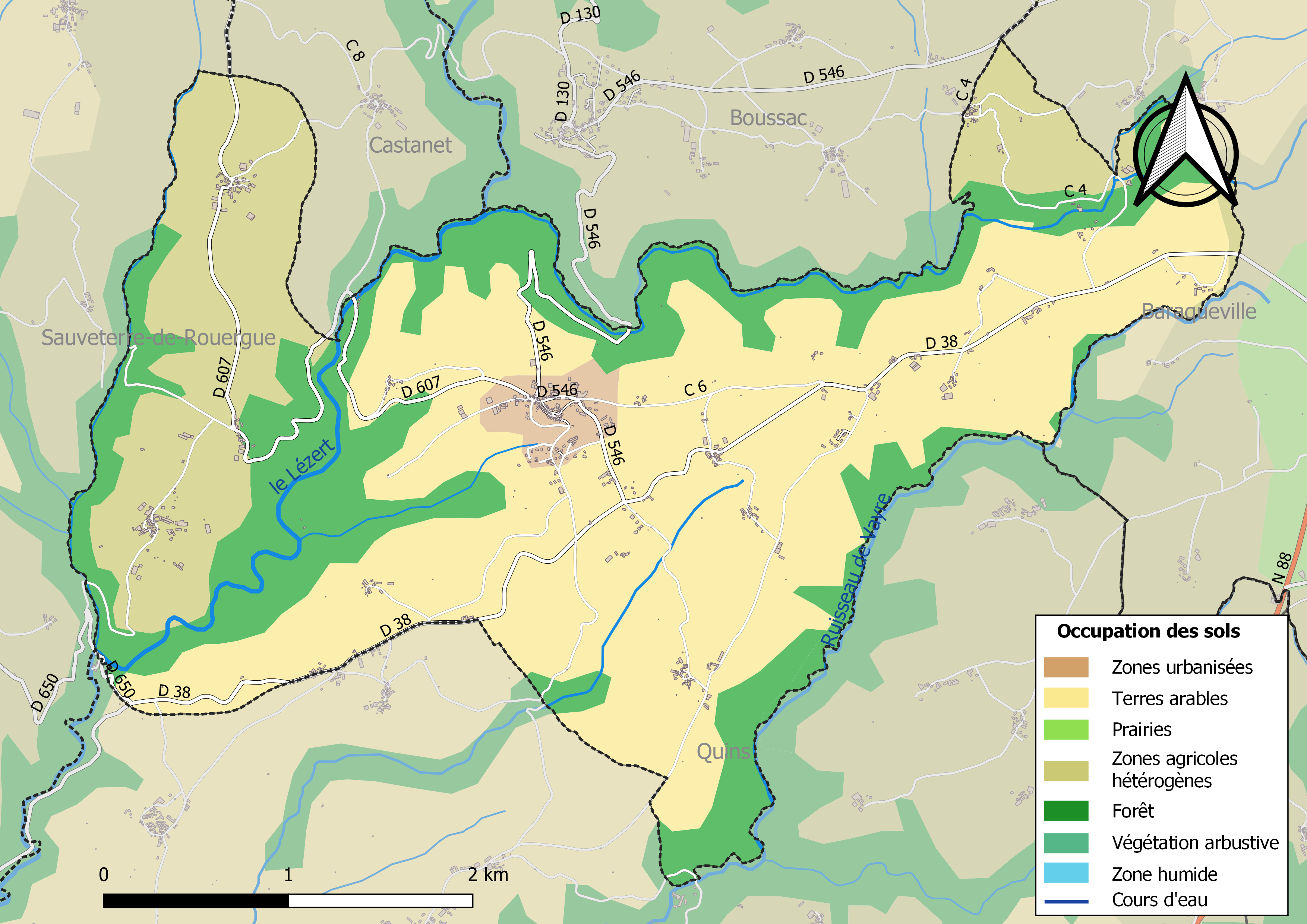
Infrastructures et occupation des sols de la commune de Gramond.

L'occupation des sols de la commune, telle qu'elle ressort de la base de données européenne d’occupation biophysique des sols Corine Land Cover (CLC), est marquée par l'importance des territoires agricoles (71,8 % en 2018), en diminution par rapport à 1990 (73,6 %). La répartition détaillée en 2018 est la suivante : 
terres arables (52,4 %), forêts (25,9 %), zones agricoles hétérogènes (19,4 %), zones urbanisées (2,2 %).

### Planification
La loi SRU du 13 décembre 2000 a incité fortement les communes à se regrouper au sein d’un établissement public, pour déterminer les partis d’aménagement de l’espace au sein d’un SCoT, un document essentiel d’orientation stratégique des politiques publiques à une grande échelle. La commune est dans le territoire du SCoT du Centre Ouest Aveyron  approuvé en février 2020. La structure porteuse est le Pôle d'équilibre territorial et rural Centre Ouest Aveyron, qui associe neuf EPCI, notamment la communauté de communes Pays Ségali, dont la commune est membre.
La commune disposait en 2017 d'une carte communale approuvée.

### Risques majeurs
Le territoire de la commune de Gramond est vulnérable à différents aléas naturels : climatiques (hiver exceptionnel ou canicule), feux de forêts et séisme (sismicité très faible).
Il est également exposé à un risque particulier, le risque radon,.

#### Risques naturels
Le Plan départemental de protection des forêts contre les incendies découpe le département de l’Aveyron en sept « bassins de risque » et définit une sensibilité des communes à l’aléa feux de forêt (de faible à très forte). La commune est classée en sensibilité faible.

#### Risque particulier
Dans plusieurs parties du territoire national, le radon, accumulé dans certains logements ou autres locaux, peut constituer une source significative d’exposition de la population aux rayonnements ionisants. Toutes les communes du département sont concernées par le risque radon à un niveau plus ou moins élevé. Selon le dossier départemental des risques majeurs du département établi en 2013, la commune de Gramond est classée à risque moyen à élevé. Un décret du 4 juin 2018 a modifié la terminologie du zonage définie dans le code de la santé publique et a été complété par un arrêté du 27 juin 2018 portant délimitation des zones à potentiel radon du territoire français. La commune est désormais en zone 3, à savoir zone à potentiel radon significatif.

## Histoire

### Moyen Âge
C'est avec le XIIIe siècle que débute l'histoire de Gramond et plus exactement en 1220 lorsque la bourgade devient une seigneurie. Un château fut sans doute construit à cette époque. Son donjon servira plus tard de base au clocher actuel.

## Politique et administration

### Découpage territorial
La commune de Gramond est membre de la communauté de communes Pays Ségali, un établissement public de coopération intercommunale (EPCI) à fiscalité propre créé le 1er janvier 2017 dont le siège est à Baraqueville. Ce dernier est par ailleurs membre d'autres groupements intercommunaux.
Sur le plan administratif, elle est rattachée à l'arrondissement de Villefranche-de-Rouergue, au département de l'Aveyron et à la région Occitanie. Sur le plan électoral, elle dépend du  canton de Ceor-Ségala pour l'élection des conseillers départementaux, depuis le redécoupage cantonal de 2014 entré en vigueur en 2015, et de la deuxième circonscription de l'Aveyron  pour les élections législatives, depuis le dernier découpage électoral de 2010.

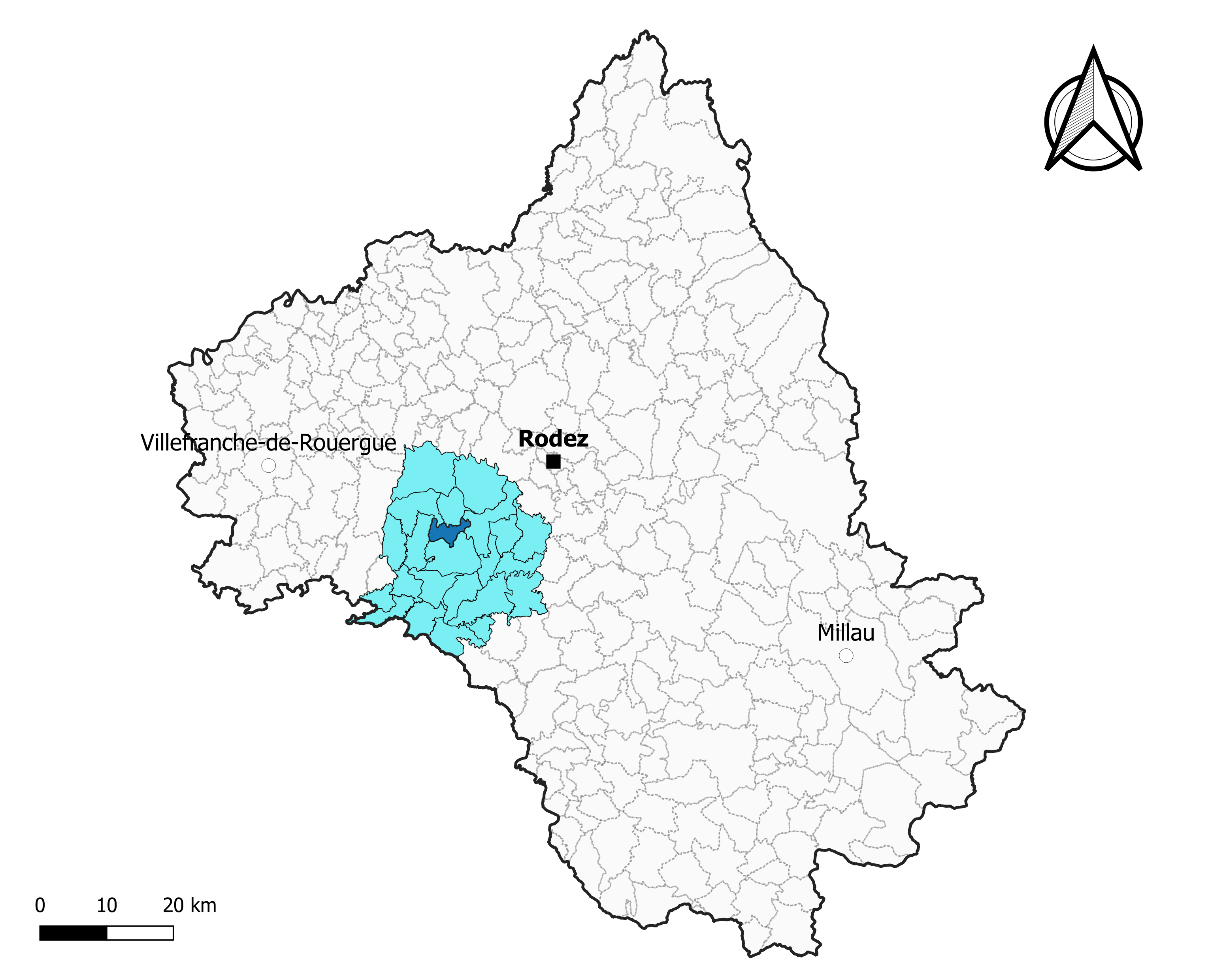
Gramond dans l'intercommunalité en 2020.
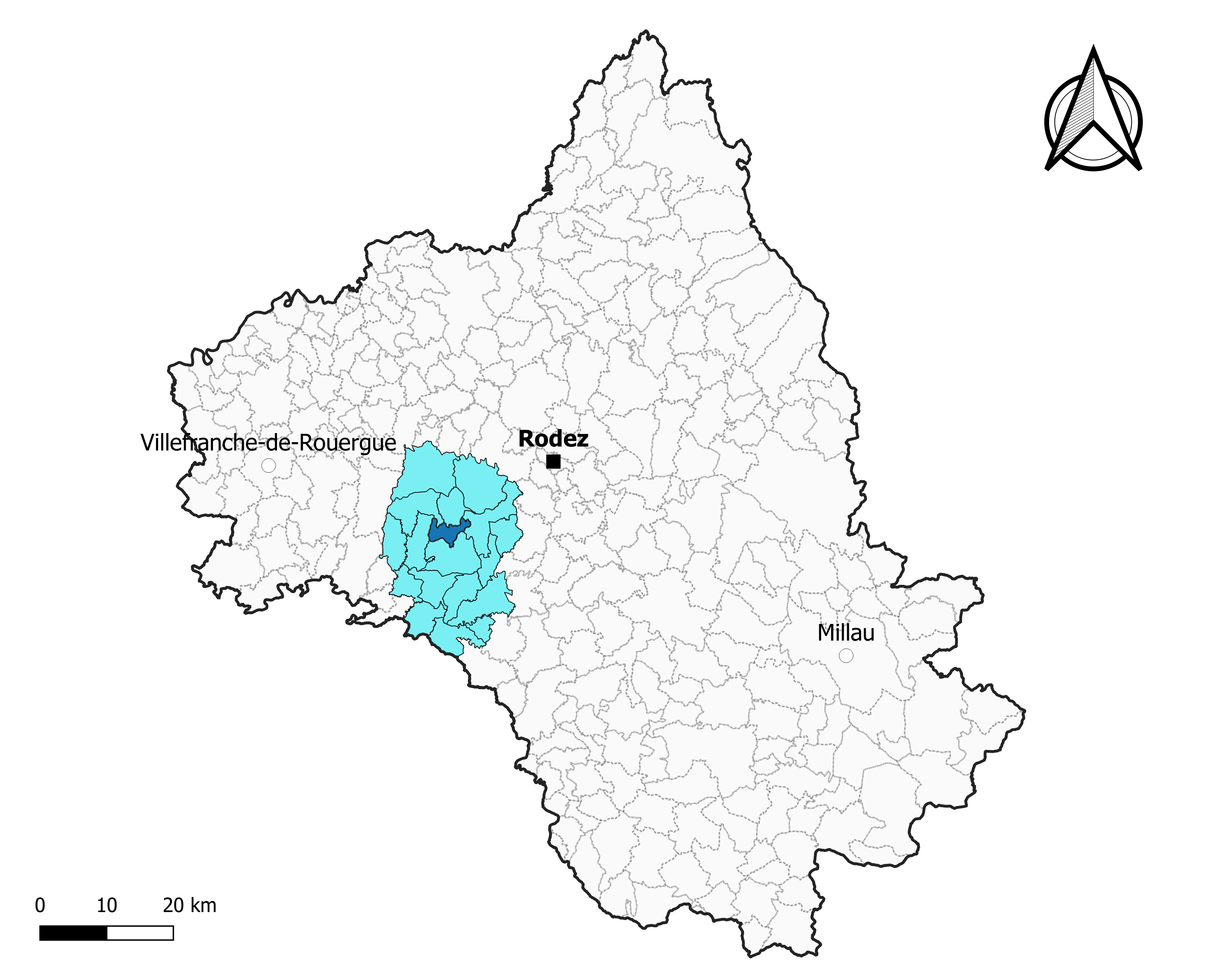
Gramond dans le canton de Ceor-Ségala en 2020.
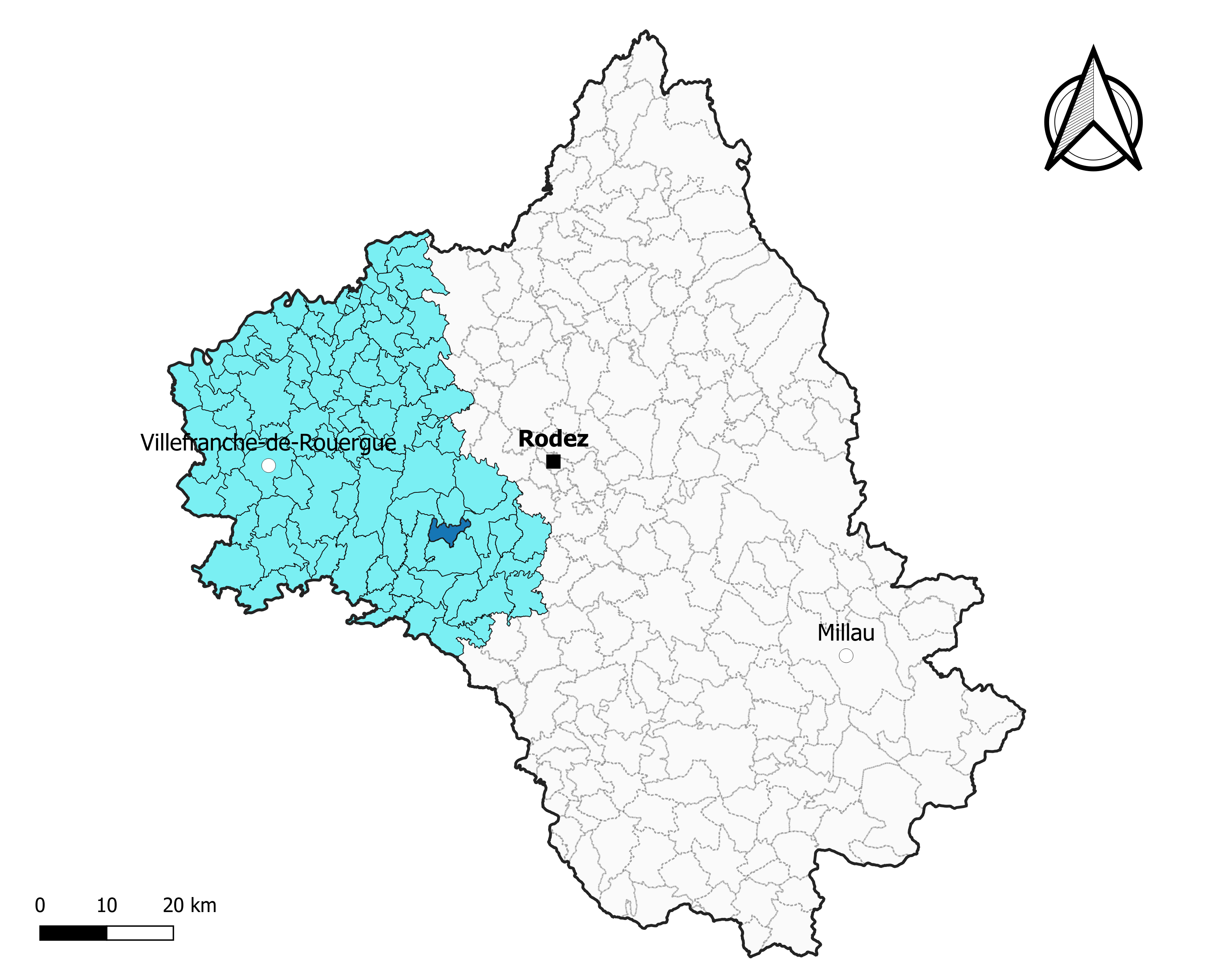
Gramond dans l'arrondissement de Villefranche-de-Rouergue en 2020.

### Élections municipales et communautaires

#### Élections de 2020
Le conseil municipal de Gramond, commune de moins de 1 000 habitants, est élu au scrutin majoritaire plurinominal à deux tours avec candidatures isolées ou groupées et possibilité de panachage. Compte tenu de la population communale, le nombre de sièges à pourvoir lors des élections municipales de 2020 est de 11. La totalité des onze candidats en lice est élue dès le premier tour, le 15 mars 2020, avec un taux de participation de 50,67 %.
André Bories, maire sortant, est réélu pour un nouveau mandat le 26 mai 2020.
Dans les communes de moins de 1 000 habitants, les conseillers communautaires sont désignés parmi les conseillers municipaux élus en suivant l’ordre du tableau (maire, adjoints puis conseillers municipaux) et dans la limite du nombre de sièges attribués à la commune au sein du conseil communautaire. Un siège est attribué à la commune au sein de la communauté de communes Pays Ségali.

#### Liste des maires
| Période                                  | Période  | Identité       | Étiquette | Qualité                                         |
| ---------------------------------------- | -------- | -------------- | --------- | ----------------------------------------------- |
| mars 1971                                | 1977     | Léon Cayssials |           |                                                 |
| mars 1977                                | 1995     | Pierre Lacombe |           |                                                 |
| mars 1995                                | En cours | André Bories,  |           | Ancien artisan, commerçant ou chef d'entreprise |
| Les données manquantes sont à compléter. |          |                |           |                                                 |

## Démographie
L'évolution du nombre d'habitants est connue à travers les recensements de la population effectués dans la commune depuis 1793. Pour les communes de moins de 10 000 habitants, une enquête de recensement portant sur toute la population est réalisée tous les cinq ans, les populations de référence des années intermédiaires étant quant à elles estimées par interpolation ou extrapolation. Pour la commune, le premier recensement exhaustif entrant dans le cadre du nouveau dispositif a été réalisé en 2006.

En 2022, la commune comptait 539 habitants, en évolution de +10 % par rapport à 2016 (Aveyron : +0,37 %, France hors Mayotte : +2,11 %).
| 1793 | 1800 | 1806 | 1821 | 1831 | 1836 | 1841  | 1846  | 1851  |
| ---- | ---- | ---- | ---- | ---- | ---- | ----- | ----- | ----- |
| 624  | 385  | 856  | 923  | 918  | 989  | 1 044 | 1 147 | 1 133 |

| 1856  | 1861  | 1866  | 1872  | 1876  | 1881 | 1886 | 1891 | 1896 |
| ----- | ----- | ----- | ----- | ----- | ---- | ---- | ---- | ---- |
| 1 040 | 1 070 | 1 096 | 1 082 | 1 207 | 834  | 793  | 800  | 788  |

| 1901 | 1906 | 1911 | 1921 | 1926 | 1931 | 1936 | 1946 | 1954 |
| ---- | ---- | ---- | ---- | ---- | ---- | ---- | ---- | ---- |
| 788  | 751  | 716  | 654  | 659  | 642  | 641  | 658  | 613  |

| 1962 | 1968 | 1975 | 1982 | 1990 | 1999 | 2006 | 2011 | 2016 |
| ---- | ---- | ---- | ---- | ---- | ---- | ---- | ---- | ---- |
| 545  | 526  | 477  | 417  | 390  | 367  | 382  | 454  | 490  |

| 2021 | 2022 | - | - | - | - | - | - | - |
| ---- | ---- | - | - | - | - | - | - | - |
| 528  | 539  | - | - | - | - | - | - | - |

## Économie

### Revenus
En 2018  (données Insee publiées en septembre 2021), la commune compte 155 ménages fiscaux, regroupant 402 personnes. La médiane du revenu disponible par unité de consommation est de 21 310 € (20 640 € dans le département).

### Emploi
| Division       | 2008  | 2013  | 2018  |
| -------------- | ----- | ----- | ----- |
| Commune        | 2,2 % | 3,5 % | 3,5 % |
| Département    | 5,4 % | 7,1 % | 7,1 % |
| France entière | 8,3 % | 10 %  | 10 %  |

En 2018, la population âgée de 15 à 64 ans s'élève à 236 personnes, parmi lesquelles on compte 79,4 % d'actifs (75,9 % ayant un emploi et 3,5 % de chômeurs) et 20,6 % d'inactifs,. Depuis 2008, le taux de chômage communal (au sens du recensement) des 15-64 ans est inférieur à celui de la France et du département.
La commune fait partie de la couronne de l'aire d'attraction de Rodez, du fait qu'au moins 15 % des actifs travaillent dans le pôle,. Elle compte 105 emplois en 2018, contre 105 en 2013 et 83 en 2008. Le nombre d'actifs ayant un emploi résidant dans la commune est de 180, soit un indicateur de concentration d'emploi de 58,2 % et un taux d'activité parmi les 15 ans ou plus de 46 %.
Sur ces 180 actifs de 15 ans ou plus ayant un emploi, 49 travaillent dans la commune, soit 27 % des habitants. Pour se rendre au travail, 84,5 % des habitants utilisent un véhicule personnel ou de fonction à quatre roues, 0,6 % les transports en commun, 6,3 % s'y rendent en deux-roues, à vélo ou à pied et 8,6 % n'ont pas besoin de transport (travail au domicile).

### Activités hors agriculture
32 établissements sont implantés  à Gramond au 31 décembre 2019. Le tableau ci-dessous en détaille le nombre par secteur d'activité et compare les ratios avec ceux du département,.
| Secteur d'activité                                                                                        | Commune | Commune | Département |
| Secteur d'activité                                                                                        | Nombre  | %       | %           |
| --- | ------- | ------- | ----------- |
| Ensemble                                                                                                  | 32      | 100 %   | (100 %)     |
| Industrie manufacturière, industries extractives et autres                                                | 9       | 28,1 %  | (17,7 %)    |
| Construction                                                                                              | 5       | 15,6 %  | (13 %)      |
| Commerce de gros et de détail, transports, hébergement et restauration                                    | 5       | 15,6 %  | (27,5 %)    |
| Information et communication                                                                              | 1       | 3,1 %   | (1,5 %)     |
| Activités financières et d'assurance                                                                      | 1       | 3,1 %   | (3,4 %)     |
| Activités immobilières                                                                                    | 2       | 6,3 %   | (4,2 %)     |
| Activités spécialisées, scientifiques et techniques et activités de services administratifs et de soutien | 4       | 12,5 %  | (12,4 %)    |
| Administration publique, enseignement, santé humaine et action sociale                                    | 3       | 9,4 %   | (12,7 %)    |
| Autres activités de services                                                                              | 2       | 6,3 %   | (7,8 %)     |

Le secteur de l'industrie manufacturière, des industries extractives et autres est prépondérant sur la commune puisqu'il représente 28,1 % du nombre total d'établissements de la commune (9 sur les 32 entreprises implantées  à Gramond), contre 17,7 % au niveau départemental.

### Agriculture
La commune est dans le Segala, une petite région agricole occupant l'ouest du département de l'Aveyron. En 2020, l'orientation technico-économique de l'agriculture  sur la commune est la combinaisons de granivores (porcins, volailles).
|               | 1988  | 2000 | 2010 | 2020 |
| ------------- | ----- | ---- | ---- | ---- |
| Exploitations | 48    | 33   | 25   | 18   |
| SAU (ha)      | 1 074 | 983  | 858  | 778  |

Le nombre d'exploitations agricoles en activité et ayant leur siège dans la commune est passé de 48 lors du recensement agricole de 1988  à 33 en 2000 puis à 25 en 2010 et enfin à 18 en 2020, soit une baisse de 62 % en 32 ans. Le même mouvement est observé à l'échelle du département qui a perdu pendant cette période 51 % de ses exploitations,. La surface agricole utilisée sur la commune a également diminué, passant de 1 074 ha en 1988 à 778 ha en 2020. Parallèlement la surface agricole utilisée moyenne par exploitation a augmenté, passant de 22 à 43 ha.

## Culture locale et patrimoine

### Église

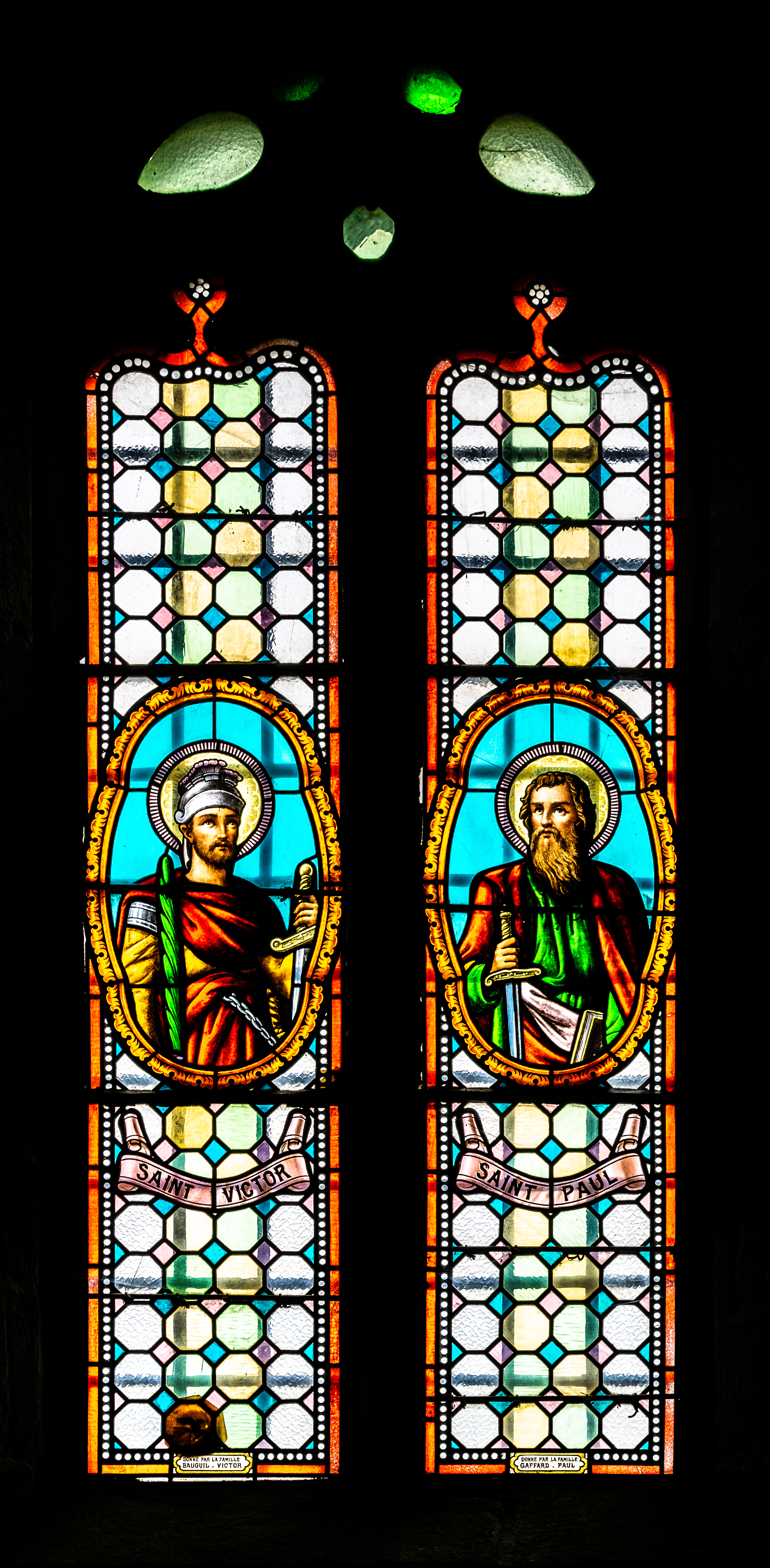
Vitrail représentant les Saints Victor de Damas et l'apôtre Paul à l'église Marie-Madeleine de Gramond.

L'église Sainte-Madeleine de Gramond, comme le village, s'est bâtie peu à peu au cours des siècles. Le chœur est aménagé dans le rez-de-chaussée du donjon du château qui devait exister au XIIIe siècle. Les deux travées de la nef, de style gothique assez sobre, peuvent être du XVe siècle. La chapelle de la Vierge, au Nord, est le joyau de l'église. Elle est datée et signée par les armes de Guillaume Malerfe. Elle a donc été érigée au début du XVIe siècle par le constructeur de l'Oratoire. Le principal artisan de la transformation de l'église est sans contexte l'Abbé Combal (1790-1874). On ne saurait oublier l'Abbé Dejean qui, entre 1970 et 1980, fut une des principales chevilles ouvrières des aménagements récents qui donneront à l'église son aspect actuel.

### Oratoire
Classé MH (1933)
L'oratoire date du XVIe siècle. La plaque funéraire  Inscrit MH (1933) de Guillaume Malroux, prieur de Gramond date, quant à elle, du 1° quart du XVIe siècle.
Au-dessus d'un Autel rustique, une niche renferme un groupe de pitié représentant une mise au tombeau. On y voit des initiales : G.M. Guillaume Malerfe, nom du prêtre qui l'a fait construire ainsi qu'une inscription en caractères gothiques et des Armoiries : 3 grenades entre ouvertes, posées deux et une, qui est le blason de la Commune de Gramond. Sous l'impulsion de l'Abbé Combal, curé de Gramond, l'année 1843 sera marquée par la fondation du couvent des Dominicaines. En 1859-1902, des travaux et agrandissements successifs donneront à l'église du village son architecture actuelle. En 1890 et 1891 sera réalisée la construction du nouveau couvent nécessaire à la congrégation en pleine expansion à cette date. Le contour sera définitif en 1938 et le couvent deviendra dès lors le havre de paix et de recueillement que l'on connaît aujourd'hui.

#### La statue de Cérès
Œuvre du sculpteur Paul Belmondo qui l'a offert à son ami Vincent Bourrel, elle représente Cérès, déesse des moissons qui a donné son nom aux céréales.

#### La Pieta
D'un autel rustique, une niche formée d'une arcature en accolade très élégante renferme une Piéta : la Vierge tenant le Christ sur ses genoux, l'Apôtre Jean et Marie-Madeleine. On a trouvé certaines ressemblances entre ces personnages et ceux de la mise au tombeau de la Cathédrale de Rodez. Le fait qu'on ait pu établir un rapport entre les deux œuvres est déjà un témoignage de qualité pour celle de Gramond. Il est vrai que toutes deux semblent provenir du même atelier de Villefranche-de-Rouergue.

### Divers

#### Four à pain communal
Près de l'oratoire, le four à pain communal restauré par la Municipalité dans les années 1980-90. Utilisé lors de diverses manifestations, il permet ainsi d'avoir du bon pain comme autrefois.

#### Croix
Près de l'église, la croix, dernière des nombreuses réalisations de l'Abbé Combal, fut élevée en 1872. Aujourd'hui elle symbolise la reconnaissance de la paroisse à son égard.

#### Travail
Le travail restauré grâce à une initiative privée, servait jadis à ferrer les animaux.

#### Lavoirs
Les anciens lavoirs ont été restaurés en 2006 par la Commune de Gramond à La Saurie et Route de Boussac.

### Héraldique
| Blason de la commune de Gramond | Les armes de la commune de Gramond se blasonnent ainsi : D’azur aux trois grenades tigées et feuillées de deux pièces d’or et ouvertes de gueules. |